# Округ Мериз (Мисури)
Мериз (енгл. Maries County) је округ у америчкој савезној држави Мисури.

## Демографија
По попису из 2010. године број становника је 9.176, што је 273 (3,1%) становника више него 2000. године.
| Група             | 2000.         | 2010.         |
| Белци             | 8.609 (96,7%) | 8.912 (97,1%) |
| Афроамериканци    | 29 (0,3%)     | 24 (0,3%)     |
| Азијати           | 10 (0,1%)     | 5 (0,1%)      |
| Хиспаноамериканци | 103 (1,2%)    | 75 (0,8%)     |
| Укупно            | 8.903         | 9.176         |